# 拍卖

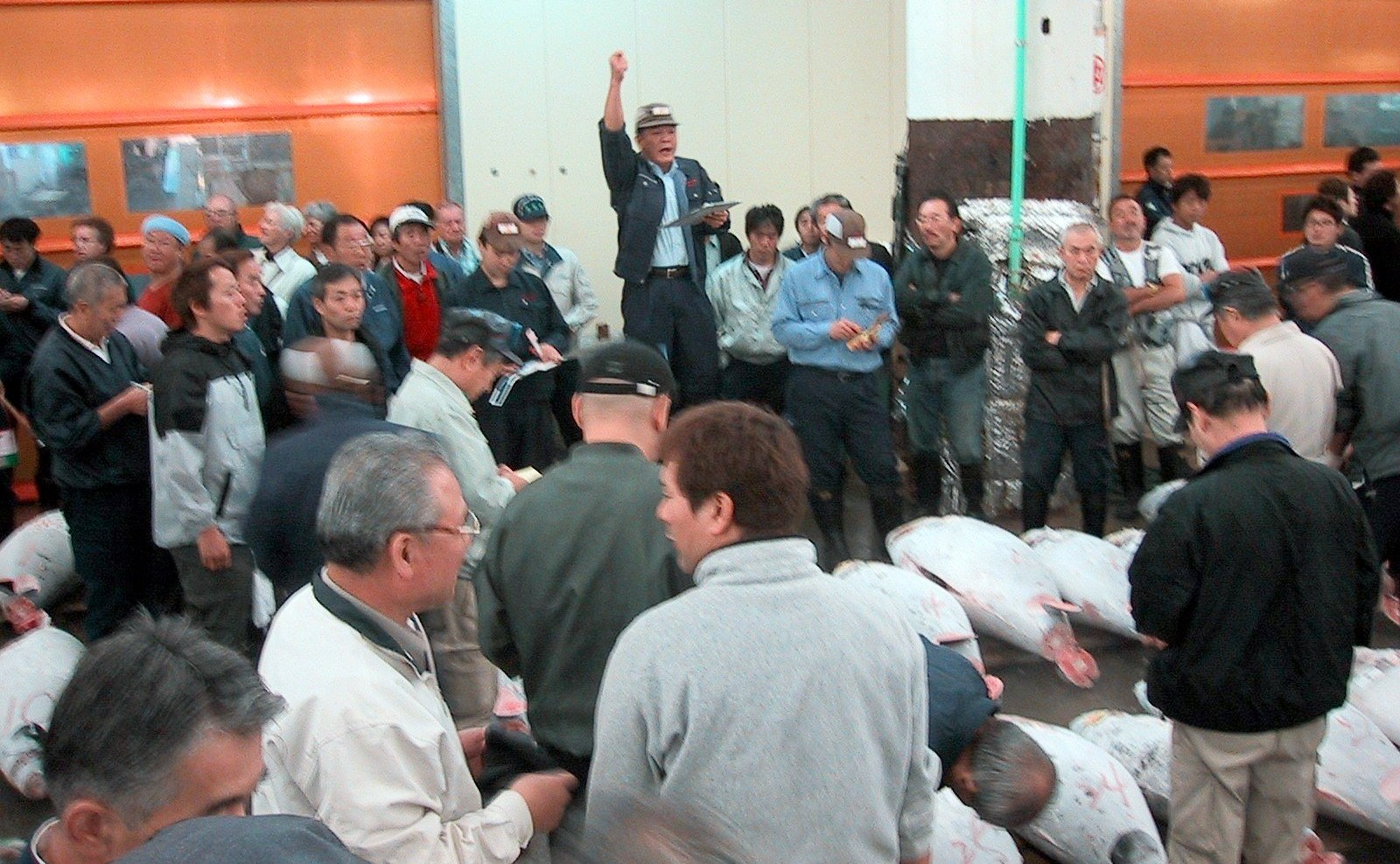
日本築地漁市鮪魚拍賣狀況

拍卖是人类社会特殊的商品交易方式，近现代以来在世界各国广为发展。而拍卖活动是在一定经营理念的指导下进行的。拍卖，各国的法律解释有所不同，拍卖是指以公开竞价的形式，将特定物品或者财产权利转让给最高应价者的买卖方式。但它不一定准确，还有一些不足，如密封式拍卖缺乏公开性；网上拍卖的公开性也与传统拍卖存在着差距。
而在经济学中，拍賣理論(Auction theory)则有着更深层次的意义，其理论基础来源于信息经济学和博弈论的核心思想，即认为拍卖本身是一个博弈的过程，因而可以通过现代经济学的方法对传统的拍卖方法的效率作出评估，同时也可以设计出新的拍卖方法。以避免在競標過程中產生錯誤的估值，如贏家的詛咒。

## 拍卖歷史
拍賣是財產權利轉讓的最古老方式之一。古希臘歷史學家希羅多德在他所著的《歷史》中，指出拍賣這活動最早可追溯到公元前五世紀古巴比倫。古巴比倫城一年一度舉行適婚年齡女子的拍賣，每逢此時，人們便會將美麗女子送到市場去，競買人就紛紛出價，以求得到心儀的姑娘。真正的商業拍賣應該是由古羅馬時期開創的。古羅馬人拍賣掛毯、宮殿、雕像等物品。而「拍賣」（auction）一詞源自拉丁語，意思是「增加」，即在拍賣交易中不斷加錢，務求能競得拍賣物品。

## 拍賣會
拍賣會為一種商品交易方式也是一種商品交易地點。於該特定場合中，以競標方式，達成兩造合意的商品交易。

### 近代運用
拍賣會於資本主義盛行後，大量運用於人類社會。20世紀後，拍賣標的物包羅萬象，各型拍賣會琳瑯滿目。小至漁獲稻米拍賣，大到土地島嶼的拍賣會。而拍賣會上的募集商品、鑑定、底價定價、拍賣公告張貼，預告預展、拍賣人職前訓練、喊價、舉手競標、數秒、落槌定案、付貨等拍賣細節，都視場合有所彈性的制度。近代，拍賣會常因媒體因素，達到某些商品的宣傳效果，也有促進經濟的功能。有些企業更會在諸如慈善拍賣會上，以節稅方式達到廣告的效果。

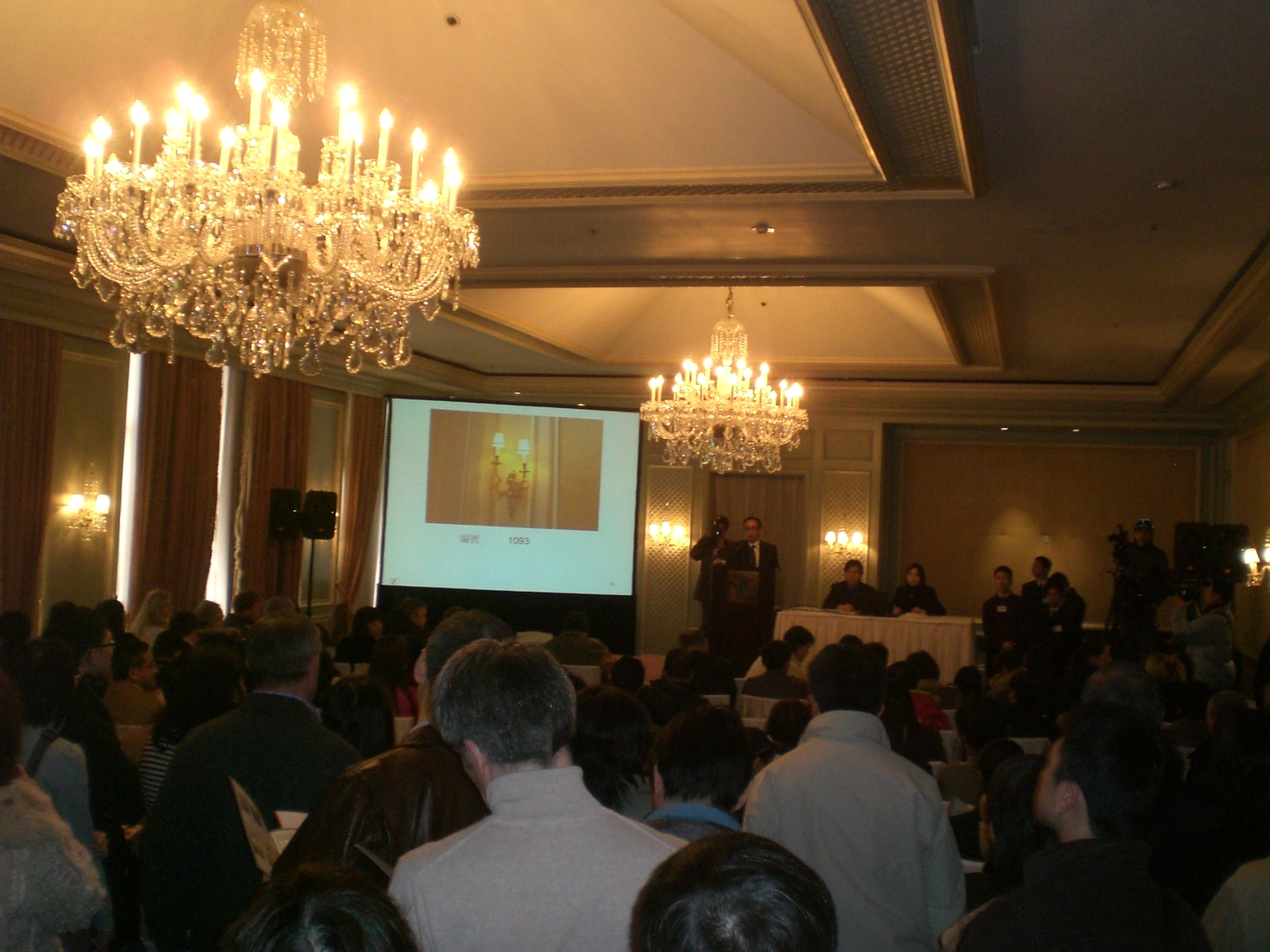
酒店的二手家具燈飾拍賣會

### 定義與引申
拍賣會於20世紀末期，亦以相當多的型態存在，例如網路拍賣等，例如某拍賣網站就以拍賣會上的拍賣槌作為網站的logo。另外，也有人認為，公開競標的有價證券市場等，亦為拍賣會的一種。也稱為公開市場的引申詞句，是指在一交易所內，買賣雙方透過公開的競爭喊價方式來進行拍賣買賣的有價證券交易系統。

## 术语
拍卖人是指依法设立的从事拍卖活动的企业法人。拍卖活动由拍卖师主持。委托人是指委托拍卖人拍卖物品或者财产权利的公民、法人或者其他组织。竞买人是指参加竞购拍卖标的的公民、法人或者其他组织。买受人是指以最高应价购得拍卖标的的竞买人。
- 拍賣官 (Auctioneer)

訓練有素的專業人員，負責主持整場拍賣會，拍賣官有時會在拍賣物品前先簡略介紹該物品，並宣布起拍金額。當某件文物一段時間內不再有其他競價人，拍賣官會敲落手上的槌子，並宣布「成交」，即刻具有法律效力，現場如有爭議，拍賣官有權決定該次競價是否有效。
- 指向

部分拍賣公司在拍賣會場內四周配置工作人員，當場中有人舉牌競標，指向人員將以手勢協助拍賣官指出舉牌買家的位置，也供拍賣官參考出價人的舉牌順序。
- 委託或缺席競投

買家無法或不想出席拍賣會的人參與拍賣的一種方式。常見的委託分為「書面委託」、「電話競標」等。
- 起拍價

一般拍賣行會設定一定金額的起拍價，即為拍賣官開始競拍出價時的底價。
- 出價 (Bid)、每口叫價(Bid Increment)

準買家在競投期間舉起手上的牌子，表示接受拍賣官宣布的該次拍品金額，每次出價一般依照競價階梯(級距)。
- 競價階梯

是指競標人在拍賣時主要參考競標的增減金額幅度規律，少部分稱之為級距。如欲提出競價階梯外的金額，則由拍賣官現場決定是否接受。一般常見遞增式的競價階梯，主要用在文物藝術品的拍賣中，國際上常以「2、5、0」、「2、5、8」兩種，例如起拍價如果是1000元，則拍賣官的下一口金額，預設依序1200、1500、(1800或)2000元增加，在10萬、100萬、1000萬中亦等比例進位遞增。
- 流拍(Bought-In)、流標

如果沒有人對拍品出價，或出價未達到底價，便會出現「流拍」，亦即物品未能售出，仍為原持有人所管有。較少部分拍賣行會將底價保密，並在達到一定金額才會宣布拍出。
- 落鎚價 (Hammer Price)

拍品在拍賣會中的得標價，是拍賣官以擊槌時接納的金額，也是最終的成交價格，但不包括拍賣行後續酌收的酬金或相關手續費，匯率也依拍賣行設定的日期有所變動，常見為拍賣當日。
- 預展 (Presale Exhibition)、Preview

在舉行拍賣前，拍賣行常會公開展示拍賣會中欲拍出的拍品，由2至7天不等，許多拍賣行於預展期間免費開放大眾入場。
- 鑑價 (Appraisal)

部分拍賣行會額外提供鑑價服務，也就是鑑定特定財物之公平市值的預估金額。包含估計物品在拍賣會上可能拍出的售價。進行鑑價時，專家會將物品與類似的拍品作比較，但十分依賴專家的經驗、專業與主觀判斷，為買家自行判斷是否選購的服務。

## 拍賣方法
常見的拍賣或競標方式有下列四種：
- 英國式拍賣法：英式拍賣（English auctions，正式名稱為Open ascending-bid auctions）是最常見的拍賣方式，競標者出價由下往上喊，喊價最高者得標，競標者可多次重覆提高出價，常見於拍賣場蘇富比拍賣會，台灣的夜市競標皆以此法拍賣。
- 荷蘭式拍賣法：荷式拍賣（Dutch auctions，正式名稱為Open descending-bid auctions）創於荷蘭的鬱金香拍賣場而得名，賣方由高往低喊價，過程中如有人願意購買，此價即為成交價，除荷蘭外，台灣的蔬果、魚肉批發市場、云南的鲜花亦是以此種方式拍賣，常應用於有一定數量之商品拍賣時。
- 最高價得標拍賣法（First-price sealed-bid auctions）：密封投標金額，投標者只能出價一次，開標時最高價者得標並依價付款，廣泛應用在土地、公用工程的競標上。
- 維克里拍賣（Vickrey auction）：又名次價密封投標拍賣(Second-price sealed-bid auction)出價最高者得標、只需付次高價拍賣法，出價最高者得標，但依次高價付款即可，此種拍賣方法在拍賣進行時通常不會透露最高價競標者開的價錢；以避免有意人士的惡作劇或者是拍賣會上的報復行為（例如惡意縮小最高價與次高價的差距），不過競標價者想出價幾次都行，但此種拍賣法會有壟斷商品（故意喊巨額的價錢，使其他競標者無法得標）的行為發生，所以是最不常採用的。

## 拍賣史上最昂貴畫作
截至2023年為止，已知拍賣行中的藝術品最高交易價格，可見最昂贵画作列表。當前最昂貴紀錄的保持者是達文西繪製的《救世主》，2017年11月15日在美國紐約佳士得（Christie's）拍賣行以4.503億美金成交。紀錄片《失落的李奧納多》便以其畫作為故事背景拍攝。

## 知名藝術品及古物拍卖商
- 苏富比（Sotheby's）
- 佳士得（Christie's）
- 中国嘉德国际
- 保利拍卖
- 羅芙奧藝術集團

## 相關
- 拍賣會
- 網路拍賣
- 法拍屋